# Jürgen Handler

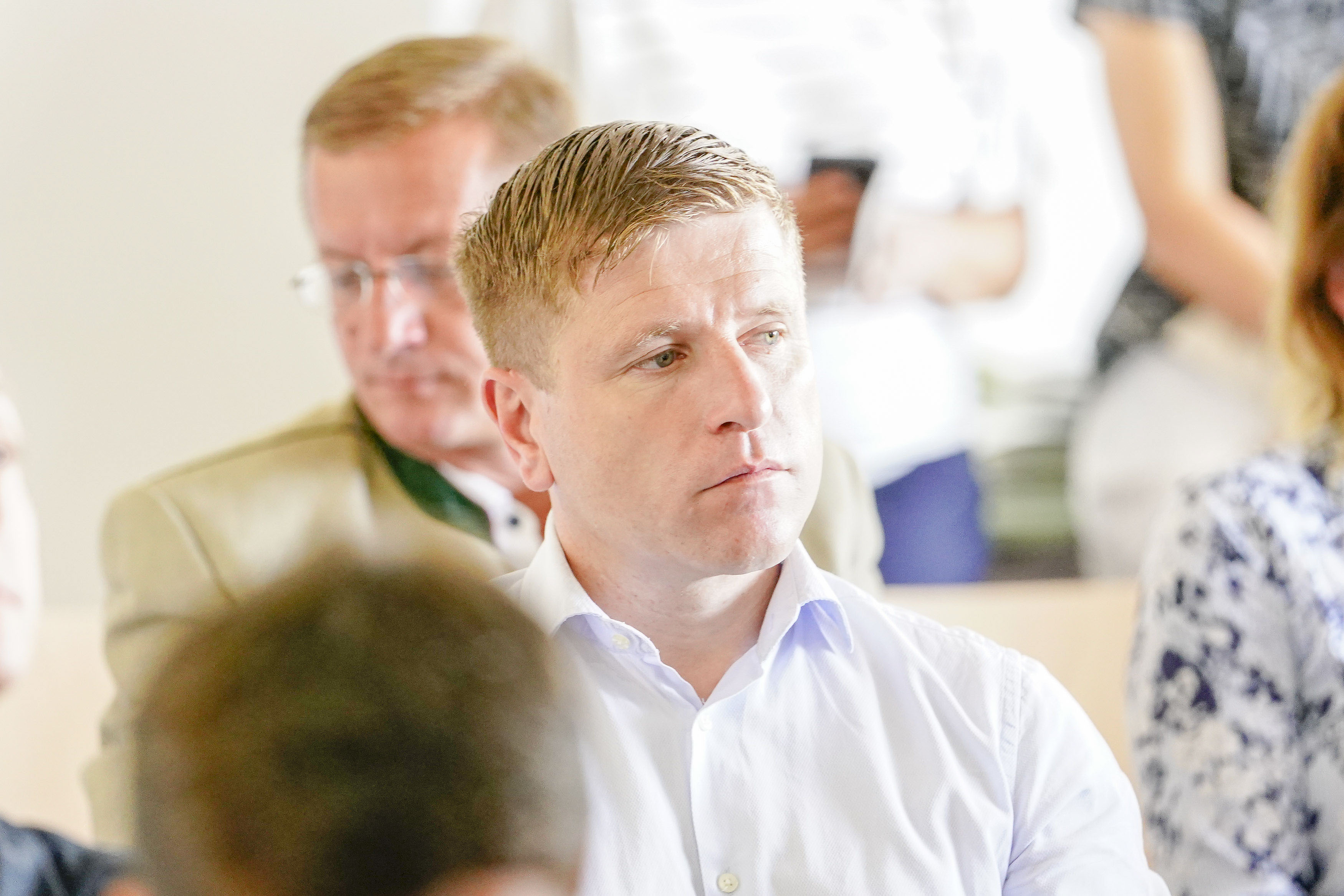
Jürgen Handler (2018)

Jürgen Andreas Handler (* 21. April 1977 in Neunkirchen) ist ein österreichischer Politiker der Freiheitlichen Partei Österreichs (FPÖ). Seit März 2018 ist er Abgeordneter zum Landtag von Niederösterreich.

## Leben

### Ausbildung und Beruf
Jürgen Handler besuchte nach der Volks- und Hauptschule die Landwirtschaftliche Fachschule in Warth. Nach dem Abschluss einer Tischlerlehre 1995 absolvierte er den Präsenzdienst und ist seit 1998 Unteroffizier beim Bundesheer, wo er seit 2009 auch Personalvertreter (Arbeitsgemeinschaft freiheitlicher Heeresangehöriger AFH und Aktionsgemeinschaft Unabhängiger und Freiheitlicher AUF) ist. Mit Stand Februar 2020 ist er Oberstabswachtmeister. Im Juni 2022 wurde er zu einem der drei Stellvertreter des AFH-Bundessektionsvorsitzenden Karl Doppler gewählt.

### Politik
Seit der Gemeinderatswahl 2015 gehört er dem Gemeinderat in Scheiblingkirchen-Thernberg an. Ab 2017 war er stellvertretender Bezirksobmann der FPÖ im Bezirk Neunkirchen. Am 22. März 2018 wurde er in der konstituierenden Landtagssitzung der XIX. Gesetzgebungsperiode als Abgeordneter zum Landtag von Niederösterreich angelobt. Er rückte für Gottfried Waldhäusl nach, der als Landesrat in die Landesregierung Mikl-Leitner II wechselte. Zu seinen Ressorts zählen Landesverteidigung, EU und Öffentlicher Dienst.
Im Dezember 2018 wurde er unter Obmann Edmund Tauchner zum geschäftsführenden Bezirksparteiobmann der FPÖ Neunkirchen gewählt, im Oktober 2020 wurde er in dieser Funktion bestätigt. Bei der Landtagswahl 2023 kandidierte er als FPÖ-Spitzenkandidat im Landtagswahlkreis Neunkirchen.